# Цимбал Анатолій Андрійович
Анатолій Андрійович Цимбал (5 липня 1928, Глобине — 3 травня 2011, Омськ) — український і російський скульптор; член Спілки радянських художників України з 1969 року та Спілки художників Росії.

## Біографія
Народився 5 липня 1928 року в селі Глобиному (нині місто у Кременчуцькому районі Полтавської області, Україна). Протягом 1946−1949 рокыв навчався у Кременчуцькому художньо-архітектурному училищі. Член КПРС з 1958 року. У 1963 році закінчив Пензенське художнє училище, де навчався у Володимира Курдова, А. Малахова, Г. Лавінського. Протягом 1963—1969 років працював у Кременчуцьких художніх майстернях. Мешкав у Кременчуці в будинку на вулиці Гоголя, № 3, квартира № 28.
1972 року закінчив художньо-графічний факультет Омського педагогічного інституту імені Горького і з того ж року працював у Творчо-виробничому комбінаті Омського відділення Художнього фонду РРФСР. Помер в Омську 3 травня 2011 року. Похований в Омську на Ново-Південному цвинтарі.

## Творчість
Працював у галузях станкової і монументально-декоративної скульптури. Серед робіт:
станкова скульптура
- «Ветеран війни» (1965);
- «Геолог» (1968, дерево);
- «Ми ковалі» (1969, гіпс тонований);
- «Північ» (1969);

монументальна скульптура
- монумент воїнам Радянської армії—сибірякам у смт Полтавці Омської області Росії (1967);
- ліпна прикраса нової будівлі Омського залізничного вокзалу: рельєфний орнамент та розпис, всілякі розетки та плафони навколо люстр та ламп[1];
- пам'ятник річникам Іртиського річкового басейну, загиблим у роки німецько-радянської війни, встановлений біля Будинку культури «Ювілейний» в Омську[1];
- горельєфи «Історія та сучасність» на фасаді головного корпусу Омського державного технічного університету[1].

Також автор омських пам'ятників Лізі Чайкіній (1995), Георгію Жукову (1995), Жертвам уфимської трагедії 1989 року (2000); Тарасові Шевченку у Сургуті (2007).
|                        |                    |                                    |                          |                                                    |
| у майстерні скульптора | робота з деревиною | ескіз пам'ятника воїнам-переможцям | пам'ятник Георгію Жукову | робота над створенням пам'ятника Тарасові Шевченку |

Брав участь у обласних виставках з 1963 року, зональних — з 1967 року, республіканських — з 1969 року.

## Відзнаки
- У 2008 році його ім'я включено до Книги Пошани діячів культури міста Омська[3].
- 20 серпня 2010 року нагороджений українським орденом «За заслуги» III ступеня[4].